# Reno, la ville du divorce
Pour les articles homonymes, voir Reno.
Pour plus de détails, voir Fiche technique et Distribution.
Reno, la ville du divorce (titre original : Reno) est un film américain muet réalisé par Rupert Hughes, sorti en 1923.

## Synopsis
Après avoir obtenu le divorce d'Emily, sa seconde épouse, Roy Tappan épouse Dora Carson, qui vient de divorcer de son mari. Restée pauvre avec deux enfants, Emily épouse Walter Heath, un ancien prétendant. Emily découvre qu'elle ne peut pas vivre avec son nouveau mari car le divorce n'est pas légal dans sa région d'origine. Tappan et sa nouvelle épouse manquent d'argent, chacun ayant escompté sur la richesse de l'autre. La tante de Tappan promet de le soutenir en échange de ses deux enfants. Il kidnappe les enfants et les cache à Emily chez sa tante.

## Fiche technique
- Titre original : Reno
- Titre français : Reno, la ville du divorce
- Réalisation : Rupert Hughes
- Scénario : Rupert Hughes
- Directeur de la photographie : John J. Mescall
- Producteur : Samuel Goldwyn
- Société de production : Goldwyn Pictures Corporation
- Pays de production :  États-Unis
- Langue Anglais américain
- Format : Noir et blanc — 35 mm — 1,33:1 — Muet
- Genre : Film dramatique
- Durée : 70 minutes
  - Dates de sortie :
  - États-Unis : 9 décembre 1923

## Distribution

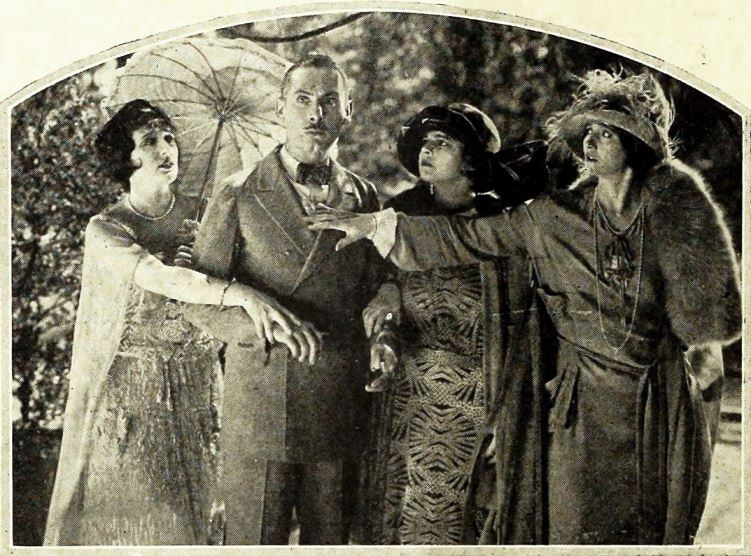
de g. à dr.: Carmel Myers, Lew Cody, Helene Chadwick et Hedda Hopper.

- Helene Chadwick : Mrs. Emily Dysart Tappan
- Lew Cody : Roy Tappan
- George Walsh : Walter Heath
- Carmel Myers : Mrs. Dora Carson Tappan
- Dale Fuller : Tante Alida Kane
- Hedda Hopper : Mrs. Kate Norton Tappan
- Kathleen Key : Yvette, la gouvernante
- Rush Hughes : Jerry Dysart, le frère d'Emily
- Marjorie Bonner : Marjory Towne
- Robert DeVilbiss : Paul Tappan, le fils d'Emily
- Virginia Loomis : Ivy Tappan, la fille d'Emily
- Richard Wayne : Arthur Clayton
- Hughie Mack : Juge de paix
- Boyce Combe : Hal Carson
- Victor Potel : Détective McRae
- Percy Hemus : Lemile Hake
- Maxine Elliott Hicks : Mattie Hake
- William Eugene : Tod Hake
- Adele Watson : Mrs. Tod Hake
- Evelyn Sherman : Mrs. Towne
- Jack Curtis : Hod Stoat
- Patterson Dial : Mrs. Hod Stoat

## Production
Le film a été tourné partiellement au Parc national de Yellowstone